# Sportcentrum Drachten
Sportcentrum Drachten is een multifunctionele sporthal in de Friese gemeente Smallingerland in Nederland.
De sporthal ligt aan de Splitting in het oosten van de hoofdplaats Drachten op de grens van de wijken De Wiken en De Venen. Verschillende sportverenigingen, waaronder VC Drachten en BV Penta maken gebruik van de sporthal waarmee de infrastructuur een belangrijke rol speelt in de plaats.
De accommodatie bestaat uit een grote sporthal (met klimwand) met een oppervlakte van 584 m², twee gymzalen, kleedkamers en een restaurant met buitenterras. De sporthal kan in drie gelijke delen verdeeld worden met verplaatsbare scheidingswanden. De zaal is 48 m lang, 33 m breed en heeft een hoogte van 9 m. De twee gymzalen hebben elk een oppervlakte van 231 m², meten 21 op 11 meter en zijn 6 meter hoog.  In beide zalen zijn ringenstellen aanwezig, in een van beide zalen ook wandrekken.

## Evenementen
- Nederlands kampioenschap dammen 2024